# Гнатовцы
Гнатовцы (укр. Гнатівці) — село в Хмельницком районе Хмельницкой области Украины.
Население по переписи 2001 года составляло 521 человек. Почтовый индекс — 31324. Телефонный код — 382. Занимает площадь 2,3 км². Код КОАТУУ — 6825082101.

## История
Село входило в Меджибожский ключ имений Сенявских, позже Чарторыйских, и в приход костела св. Троицы в Меджибоже. В конце XVIII — начале XIX в. одну из частей села арендовал жидачевский хорунжий Мацей Журовский, который проживал в Гнатовцах с женой и дочкой Теклей Журовской, руки которой в 1791 г. безуспешно добивался национальный герой Польши и США Тадеуш Костюшко.
В начале 1800-х гг. часть Гнатовец получил в аренду и поселился тут Кароль Тадеуш Слава Гакеншмит (1758—1833), которого Тадеуш Костюшко в 1791 г. считал своим соперником в хлопотах о руке Текли Журовской и виновником своей неудачи, вследствие которой остался холостяком до конца жизни. В то же время, по отзывам биографов и упоминаниям в энциклопедиях своего времени, доктор Гакеншмит — талантливый медик польского происхождения, с несколькими европейскими дипломами, государственный карантинный врач Подольского воеводства периода Речи Посполитой, продолжавший практику после присоединения Подолья к Российской империи, и получивший чин надворного советника за успехи в борьбе с коровьей оспой. Возвратившись из Парижа, где он был в качестве врача дипломатической миссии графа Моркова, доктор Гакеншмит в Гнатовцах продолжает обширную практику среди благородных и состоятельных пациентов. Похоронен на католическом кладбище в Гнатовцах.

## Местный совет
31324, Хмельницкая обл., Хмельницкий р-н, с. Гнатовцы, ул. Ленина, 24

## Галерея
- Дом культуры
- Церковь Казанской иконы Божией матери
- Школа
- Дом эконома